# Koprač
Koprač ( lat. Scaligeria), biljni rod iz porodice štitarki raširen od Sredozemlja do Srednje Azije. Ruski autori su prenijeli mnogo Scaligeria-vrsta u rod Elaeosticta itd., a slijedi ih Kew.
Kretski koprač, vrsta koja raste i u Hrvatskoj, priznata je kao S. napiformis (Willd. ex Spreng.) Grande; sinonim joj je Scaligeria cretica (Mill.) Boiss.

## Vrste
Na popisu su izvorno 23 vrste:
1. Scaligeria alaica (Lipsky) Korovin
2. Scaligeria allioides (Regel & Schmalh.) Boiss.
3. Scaligeria alziarii Hand, Hadjik. & Zetzsche
4. Scaligeria bucharica Korovin
5. Scaligeria chitralica M.Hiroe
6. Scaligeria conica (Korovin) Korovin
7. Scaligeria glaucescens (DC.) Boiss.
8. Scaligeria halophila (Rech.f.) Rech.f.
9. Scaligeria hirtula (Regel & Schmalh.) Lipsky ex Korovin
10. Scaligeria knorringiana Korovin
11. Scaligeria korovinii Bobrov
12. Scaligeria korshinskii (Lipsky) Korovin
13. Scaligeria kuramensis (Korovin) Korovin
14. Scaligeria lazica Boiss.
15. Scaligeria moreana Engstrand
16. Scaligeria napiformis (Willd. ex Spreng.) Grande
17. Scaligeria platyphylla Korovin
18. Scaligeria polycarpa Korovin
19. Scaligeria samarkandica Korovin
20. Scaligeria transcaspica Korovin
21. Scaligeria tschimganica Korovin
22. Scaligeria ugamica Korovin
23. Scaligeria vvedenskyi Kamelin